# Novy Oskol
Novy Oskol (en russe : Новый Оскол) est une ville de l'oblast de Belgorod, en Russie, et le centre administratif du raïon de Novy Oskol. Sa population s'élevait à 18 478 habitants en 2020.

## Géographie
Novy Oskol est située à 91 km — 118 km par la route — au nord-est de Belgorod et à 555 km au sud de Moscou.

## Histoire
Novy Oskol est fondé en 1637 comme un ostrog du nom de Stoïaly, sur la ligne fortifiée de Belgorod, qui est alors la frontière sud de l'Empire russe. En 1647, l'ostrog reçoit le nom du tsar Alexis Ier de Russie, Tsariev-Alexeiev. Son nom devient Novy Oskol en 1655, d'après la rivière Oskol, mais avec le préfixe novy (nouveau) pour la distinguer de la ville d'Oskol, qui se trouve en amont, et s'appelle aujourd'hui Stary Oskol, c'est-à-dire « Ancien Oskol ». En 1779, Novy Oskol reçoit le statut de ville et devient le centre administratif d'un ouïezd (district). Pendant la Seconde Guerre mondiale, Novy Oskol est prise par la Wehrmacht le 3 juillet 1942 et libérée le 28 janvier 1943, par le front de Voronej de l'Armée rouge.

## Population
Recensements ou estimations de la population :
| 1856  | 1897* | 1926* | 1939* | 1959*  | 1970*  | 1979*  |
| ----- | ----- | ----- | ----- | ------ | ------ | ------ |
| 1 000 | 2 996 | 8 857 | 5 400 | 12 908 | 15 850 | 17 887 |

| 1989*  | 2002*  | 2010*  | 2012   | 2013   | 2014   | 2015   |
| ------ | ------ | ------ | ------ | ------ | ------ | ------ |
| 20 072 | 20 892 | 19 530 | 19 578 | 19 440 | 18 911 | 18 930 |

| 2016   | 2017   | 2018   | 2019   | 2020   | - | - |
| ------ | ------ | ------ | ------ | ------ | - | - |
| 18 932 | 18 856 | 18 763 | 18 538 | 18 478 | - | - |

## Économie
La région de Novy Oskol cultive : légumineuses, betteraves à sucre, tournesol. Élevage de bovins, porcs, moutons, chevaux, lapins, volaille.
L'industrie alimentaire est la principale activité de Novy Oskol (beurre, conserves, viande, etc.). Matériaux de construction : éléments en béton armé, briques.
Le gisement de minerai de fer de Pogremetskoe (dans l'anomalie magnétique de Koursk) se trouve à 5 kilomètres au nord-est de Novy Oskol.